# Liste de statues équestres
Cet article recense les statues équestres.

## Afrique

### Afrique du Sud
- Bloemfontein : statue équestre de Christiaan de Wet
- Le Cap : statue équestre de Louis Botha, devant le parlement d'Afrique du Sud
- Kimberley : statue équestre de Cecil Rhodes
- Pretoria :
  - Statue équestre d'Andries Pretorius
  - Statue équestre de Louis Botha en face de l'Union Buildings
- Port Elizabeth : le Horse Memorial en hommage aux chevaux morts durant la seconde guerre des Boers
- Durban : statue de Dick King
- Lichtenburg : statue du général Koos de la Rey

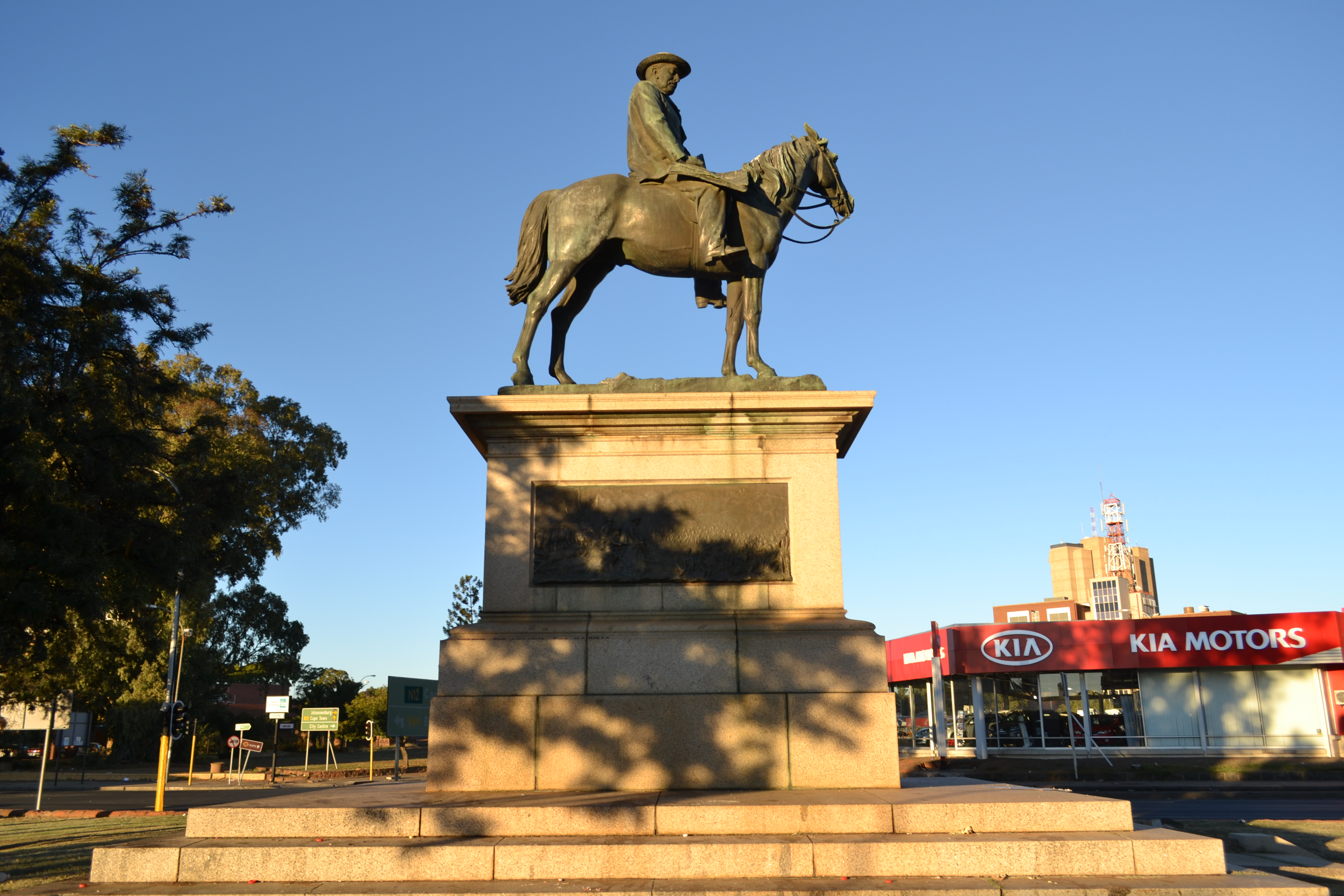
Statue de Cecil Rhodes à Kimberley.
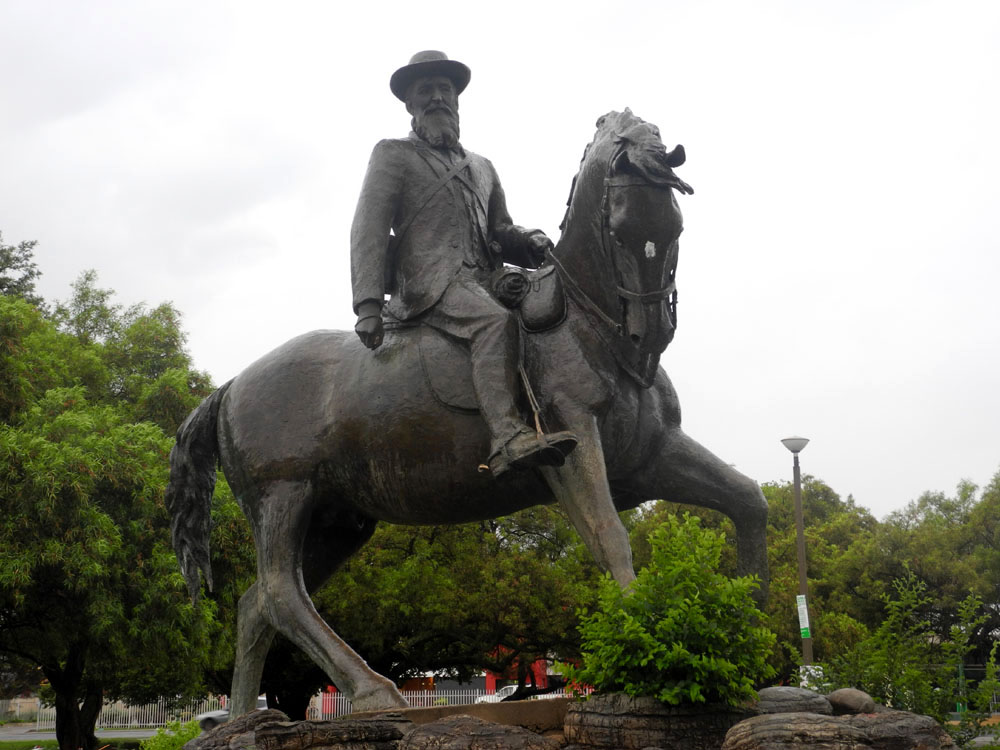
Statue du général Koos de la Rey à Lichtenburg

### Algérie
- Alger : où El Djazair Beni Mezghenna.

Le 5 juillet 1968, le président Houari Boumédiène inaugure la statue de El Amir Abd el-Kader, placée au cœur de l’ex-place Bugeaud, rebaptisée à cette occasion place de l’émir Abdelkader, à Alger. Parce que son cheval est trop petit et que l'émir tourne le dos à la mer, la statue sera transférée à Mascara et remplacée par une statue plus grande, tournée vers la mer.
- Alger : Statue BABA AROUDJ ou Arudj Reïs Arudj Barberousse.

Un des plus grands amiral de la méditerranée, Dey d'Alger et sauveur des derniers musulmans de El Andalouss après la chute de la dernière ville.
située dans la haute Casbah d'Alger dominant la mer.

### Égypte
- Le Caire : statue équestre de Méhémet Ali dans la citadelle de Saladin devant le musée militaire national ; statue équestre d'Ibrahim -Pacha (en bronze de Cordier sculpteur, Thiébaut fondeur) ;
- Alexandrie : statue équestre de Méhémet Ali, (bronze de Jacquemart sculpteur, Thiébaut fondeur).

### Éthiopie
- Addis-Abeba : statue équestre de Menelik II sur la place Menelik-II

### Mozambique
- Maputo : statue équestre de Joaquim Augusto Mouzinho de Albuquerque située dans l'enceinte de la forteresse de Nossa Senhora da Conceição

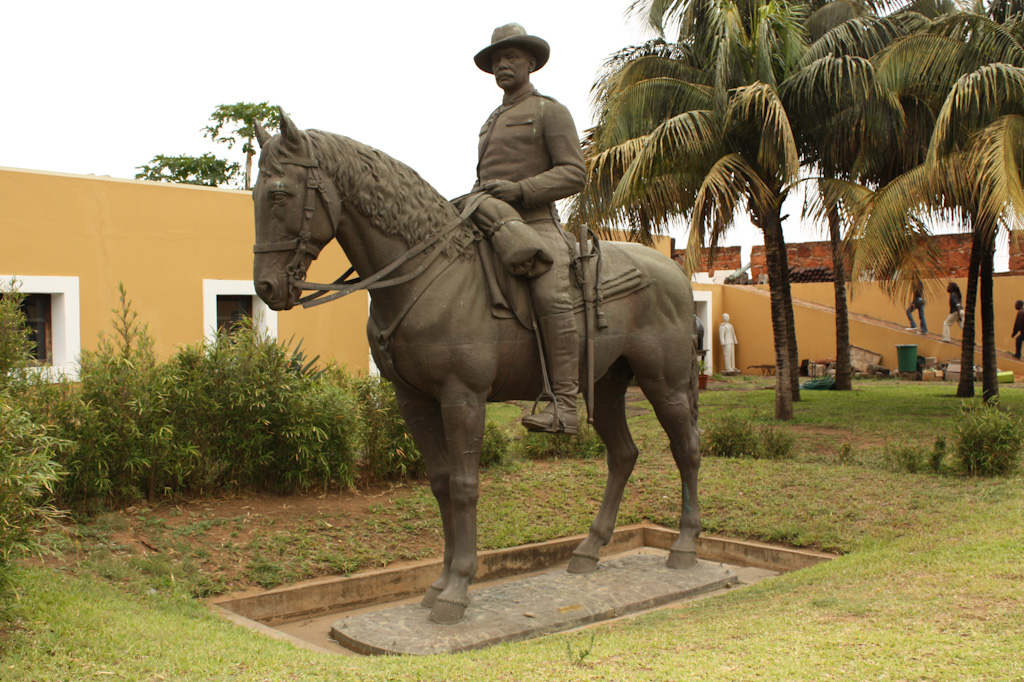
Statue équestre de Joaquim Augusto Mouzinho de Albuquerque à Maputo

### Namibie
- Windhoek : Reiterdenkmal, monument équestre célébrant la victoire allemande dans le massacre des Héréros[1]

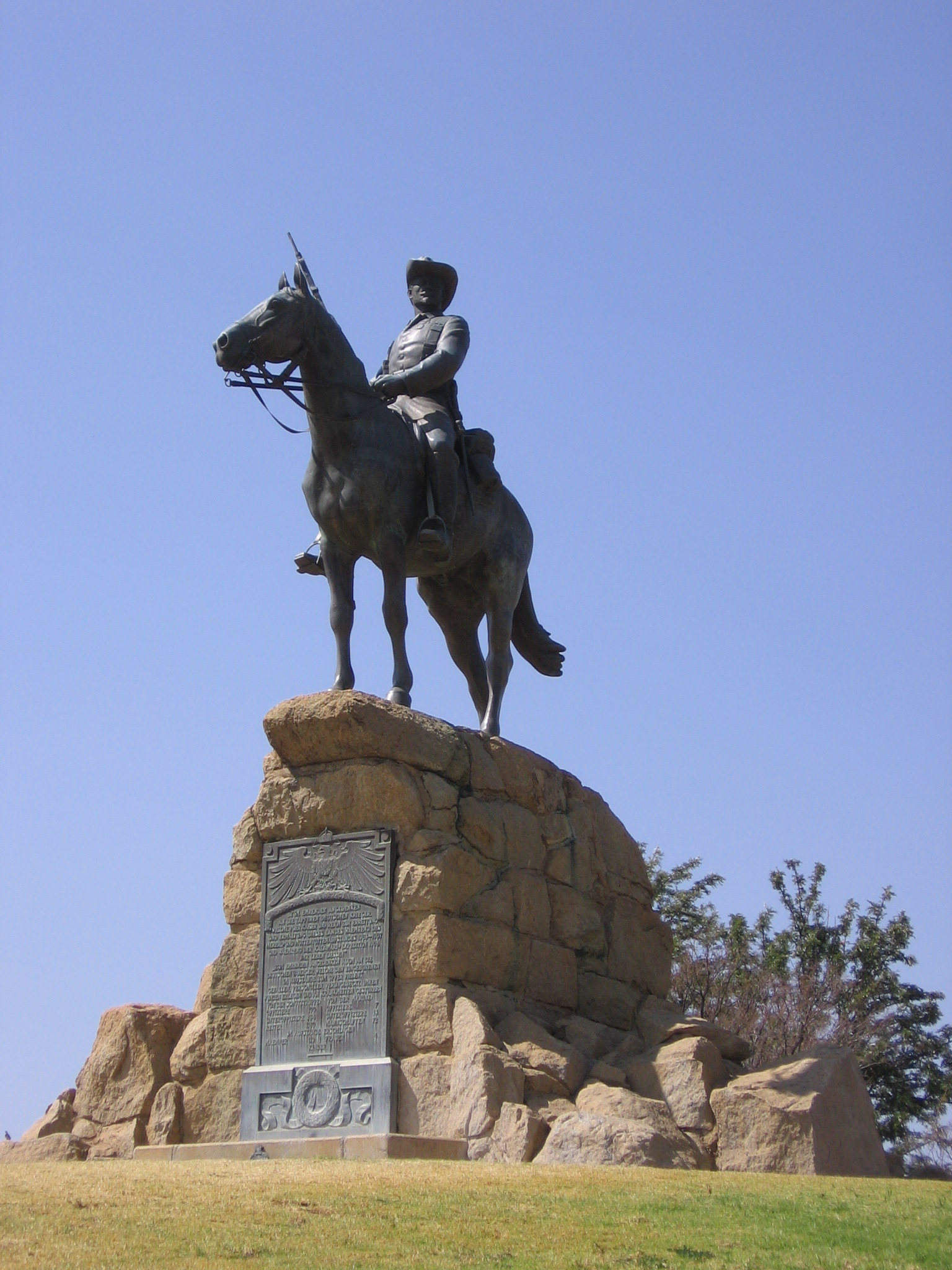
Statue du cavalier du Sud-Ouest à Windhoek

### Soudan
- Khartoum : statue équestre de Horatio Herbert Kitchener

## Amérique

### Argentine
- Buenos Aires :
  - Monument à Giuseppe Garibaldi, plaza Italia
  - Statue équestre de Carlos María de Alvear, plaza Francia, Recoleta (Antoine Bourdelle)
  - Statue équestre de Manuel Belgrano, place de Mai
  - Statue équestre de Simón Bolívar
  - Statue équestre de Rodrigo Díaz de Vivar (Anna Hyatt Huntington, 1935)
  - Statue équestre de Bartolomé Mitre, plaza Mitre, Recoleta
  - Statue équestre de José de San Martín at the Plaza General San Martín (Louis-Joseph Daumas, 1862)
  - Statue équestre de Julio Argentino Roca, Montserrat
  - Statue équestre de Juan Manuel de Rosas, Palermo
- Cerro de la Gloria : monument à l'armée des Andes de José de San Martín
- Mercedes : statue équestre de José de San Martín
- Río Cuarto : statue équestre de José de San Martín
- La Rioja : statue équestre de José de San Martín
- Rosario : statue équestre de José de San Martín, plaza San Martín

### Brésil
- Nova Jerusalém : statue équestre de Plínio Pacheco
- Porto Alegre : statue équestre de Manuel Luís Osório (Hildegardo Leão Velloso, 1933)
- Rio de Janeiro : statue équestre de Pierre Ier (Louis Rochet)
- São Paulo :
  - Monument aux Bandeiras, parc d'Ibirapuera (Victor Brecheret, 1954)
  - Monument équestre à Francisco de Paula Ramos de Azevedo (Galileo Emendabili, 1934)
  - Statue équestre de Luís Alves de Lima e Silva (Victor Brecheret)

### Canada
- Ottawa : statue équestre d'Élisabeth II, colline du Parlement (Jack Harman, 1992)
- Calgary : monument à R.L. Boyle, Central Memorial Park[2]
- Regina : statue équestre d'Élisabeth II (Susan Velder, 2005)
- Toronto : statue équestre d'Édouard VII, Queen's Park (Thomas Brock)

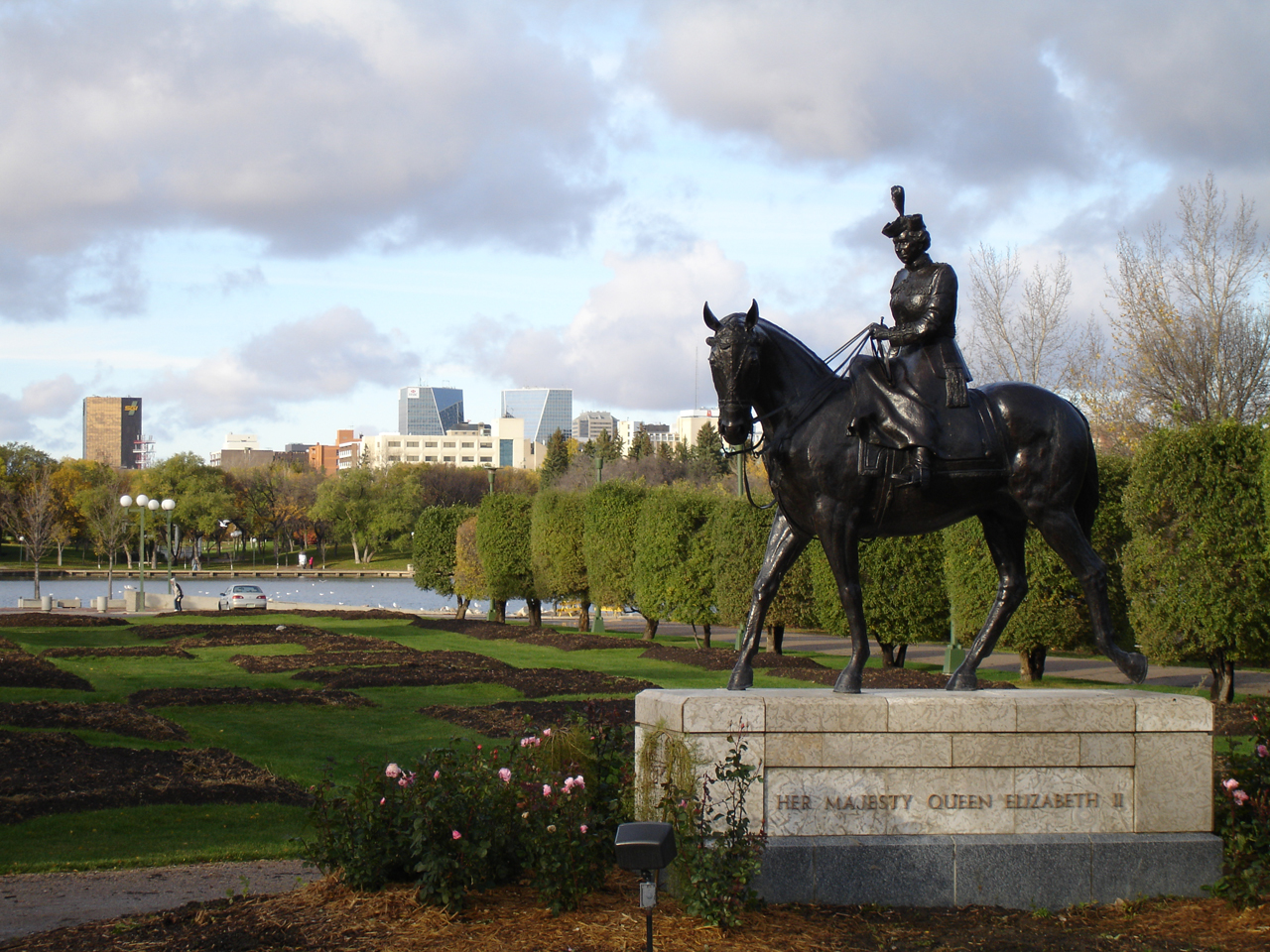
Statue d'Élisabeth II sur son cheval Burmese à Regina.

### Chili
- Santiago : statue équestre de José de San Martín

### Colombie
- Barranquilla : statue équestre de Simón Bolívar
- Carthagène des Indes : statue équestre de Simón Bolívar
- Medellín : statue équestre de Simón Bolívar, parque de Bolívar (Eugenio Maccagnani)

### Cuba
- La Havane :
  - Statue équestre de Máximo Gómez, Malecón (Aldo Gamba, 1936)
  - Statue équestre d'Antonio Maceo, Malecón (Giuseppe Boni)

### États-Unis
- Boston : Appeal to the Great Spirit, statue réalisée par Cyrus Edwin Dallin vers 1909.
- El Paso : statue équestre de Don Juan de Oñate (John Sherrill Houser, 2007). Localisation : 31° 47′ 46″ N, 106° 23′ 45″ O

### Mexico
- Chihuahua : statue équestre de Pancho Villa
- Chinameca : statue équestre d'Emiliano Zapata, hacienda de Chinameca
- Mexico :
  - Statue équestre de Charles IV (Manuel Tolsá)
  - Statue équestre de José de San Martín, paseo de la Reforma près de Garibaldi-Lagunilla
- Zacatecas : statue équestre de Pancho Villa, sommet du Cerro de la Bufa

### Pérou
- Lima :
  - Statue équestre de Simón Bolívar, palais législatif (Adán Tadolini)
  - Statue équestre de Francisco Pizarro, murailles de Lima (Charles Cary Rumsey)
  - Statue équestre de José de San Martín, plaza San Martín (Mariano Benlliure)

### Uruguay
- Montevideo : statue équestre de José Gervasio Artigas, plaza Independencia
- Minas : statue équestre de José Gervasio Artigas, Cerro Ventura (Setillo Belloni, 1974)

### Venezuela
- Caracas : statue équestre de Simón Bolívar, plaza Bolívar

## Asie

### Arménie
- Erevan :
  - Statue équestre de Hovhannes Bagramian
  - Statue équestre de Hayk Bzhishkyan
  - Statue équestre de David de Sassoun
  - Statue équestre d'Andranik Ozanian
  - Statue équestre de Vardan II Mamikonian

### Chine
- Dalian : statue équestre de Guan Xiangying
- Hohhot :
  - Monument à Gengis Khan
  - Monument à Wang Zhaojun et au chanyu xiongnu Huhanye
- Ordos : statue de Gengis Khan, devant son mausolée

### Corée du Nord
- Pyongyang :
  - Statue de Chollima (1961)
  - Statue équestre de Jumong, tombeau du roi Tongmyong

### Corée du Sud
- Daegu : statue équestre de Gwak Jaeu
- Parc national Gyeongju : statue équestre de Kim Yusin
- Séoul : statue équestre de Gang Gam-chan

### Géorgie
- Koutaïssi : monument équestre de David IV
- Poti : monument équestre de Tsotne Dadiani
- Tbilissi :
  - Monument équestre de David IV
  - Monument équestre de Vakhtang Ier
  - Monument équestre de Georges Saakadzé
  - Monument à la liberté, place de la Liberté, avec statue équestre de Georges de Lydda (Zourab Tsereteli, 2006)
- Telavi : monument équestre d'Héraclius II

### Inde
- Agra : statue équestre de Lakshmî Bâî
- Bangalore : statue équestre de Mark Cubbon (1866)
- Bombay : statue équestre de Shivaji
- Calcutta :
  - Arche mémorielle à Édouard VII, avec statue équestre (Bertram Mackennal)
  - Statue équestre de Bâghâ Jatîn, côté du Victoria Memorial
- Chennai :
  - Statue équestre de Thomas Munro (en)
  - Statue équestre de Dheeran Chinnamalai
- Dhubri : statue équestre de Chilarai
- Kolhapur : statue équestre de Tarabai
- Pune : statue équestre de Bajirao
- Solapur : statue équestre de Lakshmî Bâî

### Indonésie

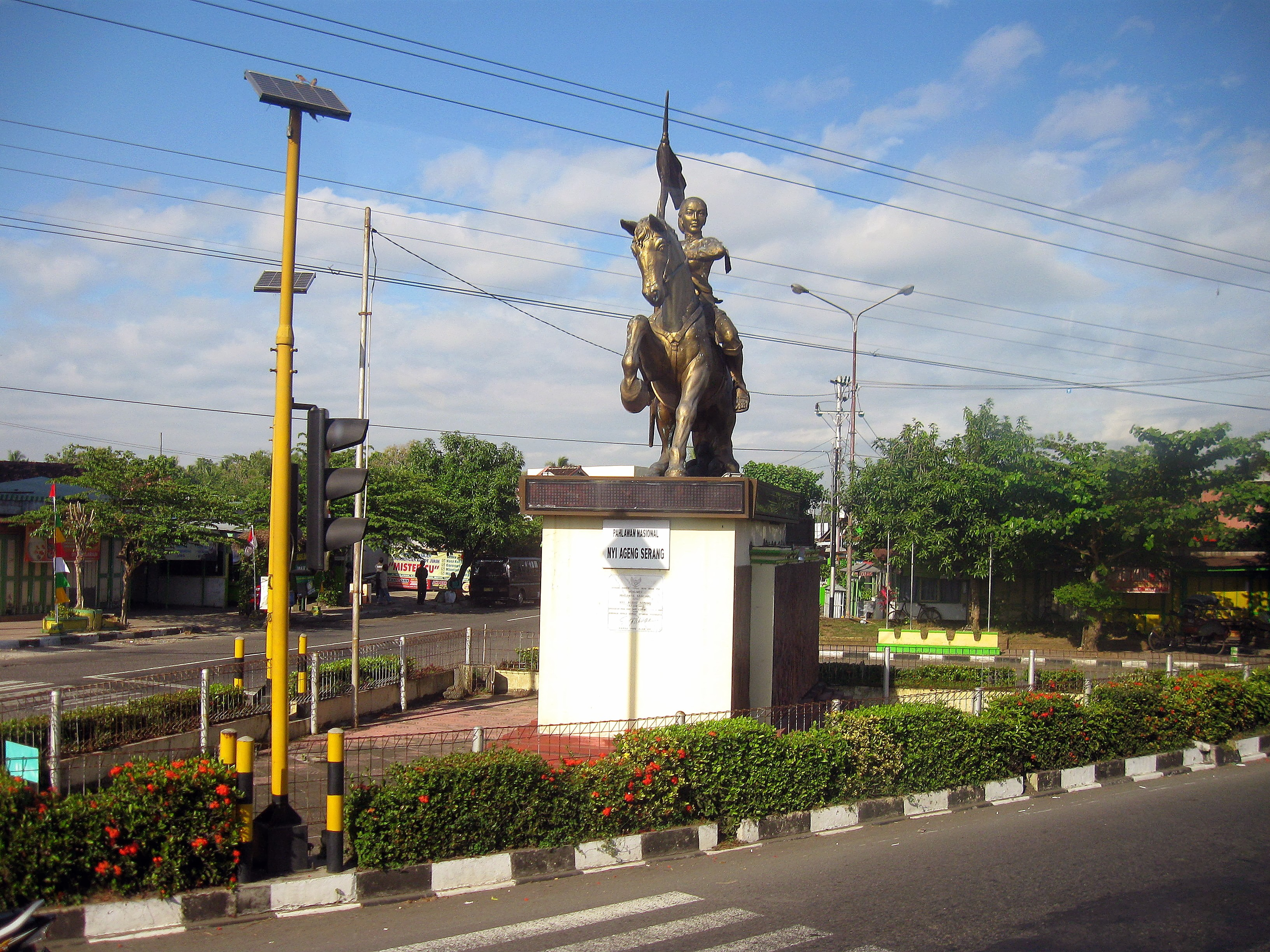
Statue équestre de Nyi Ageng Serang à Yogyakarta.

- Cilacap : statue équestre de Diponegoro
- Jakarta : statue équestre de Diponegoro, place Merdeka
- Makassar : statue équestre du sultan Hasanuddin
- Semarang :
  - Statue équestre de Diponegoro, université de Diponegoro
  - Statue équestre de Diponegoro, Komando Daerah Militer
- Yogyakarta : statue équestre de Nyi Ageng Serang

### Iran
- Mashhad : statue de Nâdir Châh (Abolhassan Khan Sadighi, 1956)
- Zabol : statue de Ya`qûb ben Layth as-Saffâr (Abolhassan Khan Sadighi, 1977)

### Israël
- Jérusalem : monument à Saladin
- Kfar Tabor : monument aux fondateurs du village
- Kiryat Tivon : monument à Alexander Zaid, près de Beït-Shéarim (David Polus)
- Tel Aviv-Jaffa : monument à Meïr Dizengoff, boulevard Rothschild (David Zundelovich

### Japon
- Kanazawa : statue équestre de Maeda Toshiie, près d'Oyama-jinja (Ishikawa)
- Kobe : statue équestre de Don Quichotte
- Kōchi : statue équestre de Yamauchi Kazutoyo, château de Kōchi
- Komatsushima : statue équestre de Minamoto no Yoshitsune
- Kumagaya : statue équestre de Naozane Kumagai, près de la gare de Kumagaya
- Kushimoto : statue équestre de Mustafa Kemal Atatürk
- Nagano : statue de Takeda Shingen contre Uesugi Kenshin monté sur un cheval
- Nagoya :
  - Statue équestre de Francesco Sforza (1989)
  - Statue équestre de Maeda Toshiie
- Osaka : statue équestre de Kusunoki Masashige, Kawachinagano
- Ōsaki : statue équestre de Date Masamune
- Sendai : statue équestre de Date Masamune, château de Sendai (1933)
- Tokyo :
  - Statue équestre de Komatsu Akihito, parc d'Ueno (1912)
  - Statue équestre d'Ōyama Iwao (1918)
  - Statue équestre de Kusunoki Masashige, Kōkyo (Kōtarō Takamura, 1897)
  - Statue équestre d'Arisugawa Taruhito, parc mémorial d'Arisugawa-no-miya (1903)
  - Statue équestre de Kitashirakawa Yoshihisa, Kōkyo (1904)
  - Statue équestre de Nitta Yoshisada, Fuchū (1988)
- Ueda : statue équestre de Yukimura Sanada
- Wakayama : statue équestre de Tokugawa Yoshimune

### Kazakhstan
- Aktioubé : statue équestre d'Aboulkhaïr Khan
- Astana :
  - Statue équestre de Kenessary Kassymov
  - Statue équestre de Bögönbaï Batyr
- Korday : statue équestre d'Utegen-Baghatur, devant le palais de la Culture
- Oural :
  - Statue équestre de Vassili Tchapaïev
  - Monument à Misha Gavrilov
- Taraz : statue équestre de Baydibek Karsha-Uly (D.Aldekov et N.Rustemov, 2002)

### Kirghizistan
- Bichkek : statue équestre de Mikhaïl Frounze at a large park (Boulevard Erkindik) across from the train station. Foto : statue équestre de Manas in front of Philharmonic

### Mongolie
- Hovd : statue équestre d'Amursanaa
- Ulaanbaatar :
  - Monument équestre de Damdin Sükhbaatar (Sonomyn Choimbol, 1946)
  - Statue équestre de Gengis Khan
  - Statue équestre de Gengis Khan, aéroport international Gengis Khan
  - Statues équestres de deux généraux de Gengis Khan, devant le Grand Khoural d'État
- Tov : statue équestre de Gengis Khan, la plus grande du monde (40 m de haut, Erdembileghijn, 2008)

### Ouzbékistan
- Tachkent : statue équestre de Tamerlan

### Philippines
- Makati : statue équestre de Gabriela Silang

### Syrie
- Damas : monument à Saladin

### Taïwan
- Taipei : statue équestre de Yue Fei

### Thaïlande
- Bangkok : statue équestre de Rama V

### Turquie
- Ankara :
  - Statue équestre de Mustafa Kemal Atatürk (Heinrich Krippel, 1927)
  - Statue équestre de Mustafa Kemal Atatürk (Metin Yurdanur, 2001)
  - Statue équestre de Mustafa Kemal Atatürk (Pietro Canonica, 1927)
  - Seğmenler Anıtı (Burhan Alkar, 1983)
- Antalya :
  - Statue équestre de Mustafa Kemal Atatürk (Hüseyin Gezer)
  - Statue équestre de Kay Khusraw Ier (Meret Öwezov, 2004)
- Bursa : statue équestre de Mustafa Kemal Atatürk
- Samsun : statue équestre de Mustafa Kemal Atatürk (Heinrich Krippel, 1931)

## Europe

### Albanie
- Krujë : statue équestre de Gjergj Kastriot Skanderbeg
- Tirana : statue équestre de Gjergj Kastriot Skanderbeg (Monumenti i Skënderbeut në Tiranë)

### Allemagne
- Bamberg : cavalier de Bamberg ; cette célèbre statue de pierre du Moyen Âge, Der Bamberger Reiter en allemand, est l'œuvre d'un sculpteur inconnu et se trouve dans la cathédrale Saint-Pierre et Saint-Georges. Elle représente un rare exemple de statue équestre de cette époque. Elle date probablement de la période antérieure à la reconstruction de la cathédrale, en 1237, mais pas avant 1225. Elle est disposée sur une console attenante au pilier Nord de la chapelle Saint-Georges, sa base semble être à son emplacement originel[3]
- Brême : statue d'Otto von Bismarck, à côté de la cathédrale

### Autriche
- Vienne :
  - Mémorial à Marie-Thérèse d'Autriche, statues d'Ernst Gideon von Laudon, Leopold Joseph von Daun, Otto Ferdinand von Traun et Ludwig Andreas Graf Khevenhüller, Maria-Theresien-Platz (Caspar von Zumbusch, 1888)
  - Charles-Louis d'Autriche-Teschen, Heldenplatz (Anton Dominik Fernkorn, 1859)
  - Charles-Louis d'Autriche-Teschen, devant l'Albertina (Caspar von Zumbusch, 1899)
  - Eugène de Savoie-Carignan, Heldenplatz (Anton Dominik Fernkorn, 1865)
  - Joseph Radetzky, Ring (Caspar von Zumbusch, 1891)

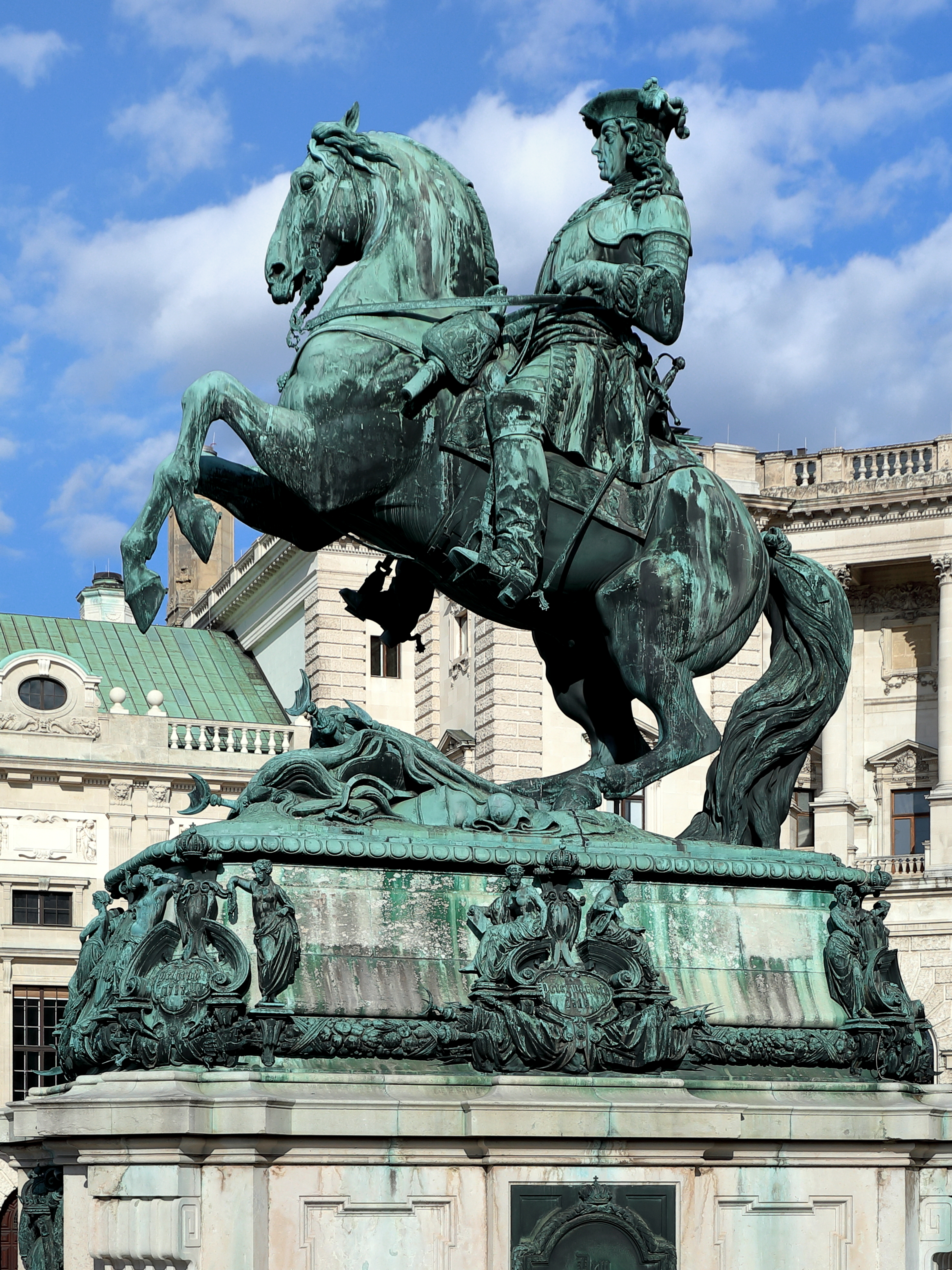
Statue de Eugène de Savoie-Carignan à Vienne.
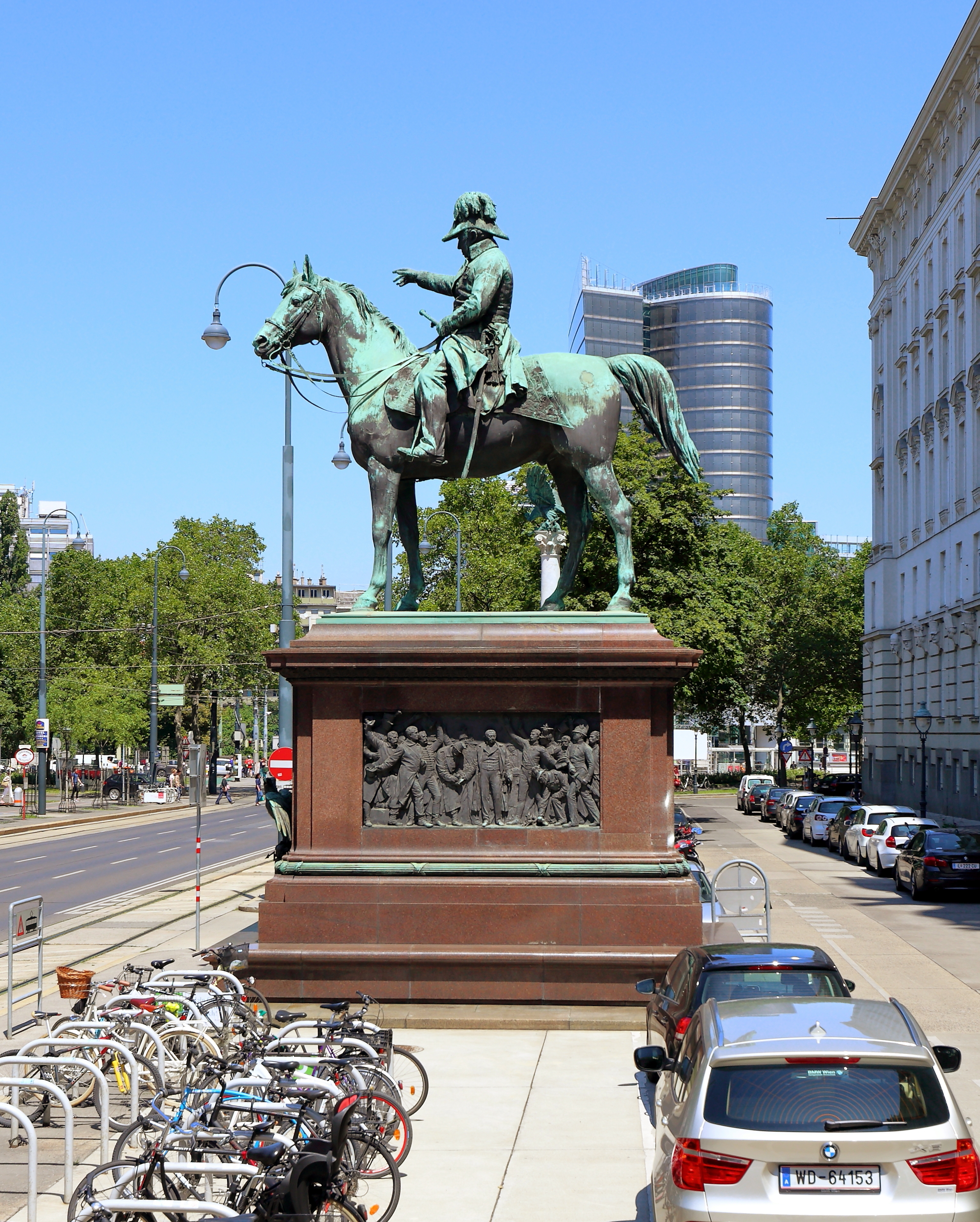
Statue de Joseph Radetzky à Vienne.

### Belgique
- Anvers : monument équestre de Léopold Ier, Leopoldplaats. Localisation : 51° 12′ 45″ N, 4° 24′ 26″ E
- Bruxelles :
  - statue équestre de Charles-Alexandre de Lorraine sur la Maison des Brasseurs, Grand-Place (Nicolas Van Mons, 1752)
  - statue équestre de Godefroy de Bouillon, place Royale (Louis-Eugène Simonis, 1848)
  - le Cheval à l'abreuvoir, statue équestre de Constantin Meunier (1899), square Ambiorix. Localisation : 50° 50′ 49″ N, 4° 22′ 58″ E
  - la Lutte équestre, avenue Louise-square du Bois (Jacques de Lalaing, 1906). Localisation : 50° 48′ 53″ N, 4° 22′ 19″ E
  - statue équestre de Léopold II, près du Palais royal de Bruxelles (Thomas Vinçotte, 1926)
  - statue équestre d'Albert Ier, mont des Arts (Alfred Courtens, 1951). Localisation : 50° 50′ 39″ N, 4° 21′ 23″ E
  - statue équestre de José de San Martín ; copie de la statue de Buenos Aires offerte en 1975 par le gouvernement argentin. Localisation : 50° 49′ 57″ N, 4° 25′ 59″ E
  - statue équestre de Don Quichotte et Sancho Panza, place d'Espagne (1989), réplique exacte de la statue de Madrid. Localisation : 50° 50′ 48″ N, 4° 21′ 22″ E
- Charleroi : statue équestre de Lucky Luke et Jolly Jumper au parc reine Astrid. Localisation : 50° 24′ 34″ N, 4° 26′ 55″ E
- Gand : le Cheval Bayard et les quatre fils Aymon, Place Paul de Smet de Naeyer (nl) (Domien Ingels (nl) et Aloïs De Beule (nl), 1913). Localisation : 51° 01′ 54″ N, 3° 43′ 04″ E
- Hasselt : statue équestre d'Arnoul IV de Looz (taille réduite). Localisation : 50° 55′ 49″ N, 5° 20′ 18″ E
- Liège :
  - statue équestre de Charlemagne (Louis Jehotte, 1868). Localisation : 50° 38′ 07″ N, 5° 34′ 06″ E
  - statue équestre d'Albert Ier, boulevard Frère-Orban (Charles Leplae, 1964). Localisation : 50° 37′ 55″ N, 5° 34′ 18″ E
- Mons : monument équestre de Baudouin VI de Hainaut. Localisation : 50° 27′ 14″ N, 3° 57′ 38″ E
- Namur :
  - statue équestre d'Albert Ier. Localisation : 50° 28′ 00″ N, 4° 53′ 06″ E
  - le Cheval Bayard et les quatre fils Aymon, rue des Quatre fils Aymon (Olivier Strebelle, 1958). Localisation : 50° 27′ 48″ N, 4° 52′ 26″ E
- Nieuport : monument au Roi Albert Ier (Karel Aubroeck, 1938)
- Ostende : Statue équestre de Léopold II (Alfred Courtens, 1931). Localisation : 51° 13′ 38″ N, 2° 54′ 16″ E

### Bosnie-Herzégovine
- Bijeljina : statue équestre de Pierre Ier (Rudolf Valdec, 1926 ; démolie en 1941, restaurée en 1992)

### Bulgarie
- Dobritch : monument à Asparoukh
- Gabrovo : statue équestre de Don Quichotte et Sancho Panza
- Koprivchtitsa : monument à Georgi Benkovski
- Plovdiv : monument à Kroum
- Sofia : monument à Alexandre II de Russie
- Targovichté : monument à Kroum
- Varna : monument à Kaloyan
- Veliko Tarnovo : monument à la dynastie Asen (quatre statues équestres)

### Croatie
- Zagreb :
  - Statue équestre de Josip Jelačić, place Ban-Jelačić
  - Statue équestre de Tomislav Ier (Robert Frangeš Mihanović, 1928–1938, érigée en 1947)

### Danemark
- Aalborg : monument équestre de Christian IX (Carl Johan Bonnesen, 1910)
- Aarhus : monument équestre de Christian X, Bispetorv (Helen Schou, 1955)
- Copenhague :
  - Monument équestre d'Absalon, Højbro Plads (Vilhelm Bissen, 1902)
  - Monument équestre de Christian V, Kongens Nytorv (Abraham-César Lamoureux, 1688 ; copie en bronze de 1945)
  - Monument équestre de Christian IX, Christiansborg (Anne Marie Carl-Nielsen, 1927)
  - Monument équestre de Christian X (Einar Utzon-Frank, 1954)
  - Monument équestre de Frédéric V, devant l'Amalienborg (Jacques-Francois-Joseph Saly, 1771)
  - Monument équestre de Frédéric VII, Christiansborg (Herman Wilhelm Bissen, 1873)
- Esbjerg : statue équestre de Christian (L. Brandstrup, 1899)
- Hvidovre : statue équestre d'un postrytter (postier à cheval, Johannes Clausen Bjerg, 1935)
- Nakskov : monument équestre de Christian X (V. Kvederis, 1952)
- Odense : monument équestre de Christian IX (Aksel Hansen, 1912)
- Slagelse : monument équestre de Christian IX (L. Brandstrup, 1910)

### Espagne
- Madrid :
  - Statue équestre de Philippe III : œuvre de jeunesse de Pietro Tacca (1577-1640) en collaboration avec son maître Giambologna (1529-1608). Le roi reste assez hiératique dans une composition qui rappelle encore la Renaissance et est très inspiré de la statue de Marc Aurèle, même attitude du cavalier et du cheval. Elle se trouve sur la Plaza Mayor de Madrid
  - Statue équestre de Philippe IV : œuvre maîtresse du même Pietro Tacca, cette statue gigantesque, quatre fois plus grande que nature, est un chef-d'œuvre de virtuosité. C'est une des premières statues équestres représentant un cheval cabré ; la fluidité de la statue est surprenante : elle semble s'exonérer des lois de la gravité. Pietro Tacca a recours à une astuce pour garantir l'équilibre de son œuvre en faisant reposer la masse de bronze sur trois appuis : les pattes arrière du cheval, mais aussi la queue de l'animal, qui touche le socle. La statue est érigée sur la place de l'Orient près du palais royal à Madrid

### Estonie
- Viljandi : statue équestre de Johan Laidoner (Terje Ojaver, 2004)

### Finlande
- Helsinki : monument équestre de Carl Gustaf Emil Mannerheim (Aimo Tukiainen, 1960)
- Lahti :
  - Monument équestre de Carl Gustaf Emil Mannerheim (Veikko Leppänen, 1959)
  - Statue équestre de l'arrivée des Hakkapélites (Pentti Papinaho, 1975)
- Lappeenranta : statue équestre d'un rakuunapatsas (Pentti Papinaho, 1982)
- Rantsila : statue équestre de Johan August Sandels (Martti Väänänen, 1989)

### France

#### Statues royales
- Statue équestre de Louis XII, dans la porterie du château de Blois : œuvre en pierre dans une niche gothique, détruite à la Révolution, mais restituée par Charles Émile Seurre en 1857 à partir de l'original perdu en 1792
- Statue équestre de François Ier, place François 1er à Cognac : œuvre en bronze d'Antoine Étex (1864) ; la statue représente le Roi à cheval à la bataille de Marignan, foulant les corps de deux soldats, un Italien et un Suisse
- Statue équestre d'Henri IV sur le Pont Neuf à Paris : c'est avec le bronze récupéré de la statue du général Desaix déboulonnée de la place des Victoires, la statue de Napoléon de la colonne Vendôme et celle de la colonne de Boulogne-sur-Mer qu'est réalisée une copie de la statue de Henri IV détruite à la Révolution. Louis XVIII commande la statue à François-Frédéric Lemot qui la recrée d'après des gravures ; elle est inaugurée en 1818. Le fondeur était, dit-on, bonapartiste, et aurait caché dans la statue une statuette de Napoléon. Effectivement, la restauration réalisée récemment permit de découvrir 4 boîtes en plomb qui contenaient les documents officiels et des médailles de l'inauguration et 3 petites boîtes inattendues contenant des documents dont la teneur n'a pas été révélée. De Bure, dans son édition de 1836 nous apprend que La Henriade qui fut publiée en 1785 en 2 vol. in-8° par l'imprimerie de la Société littéraire typographique sous le titre de « la Henriade, poème, suivie de notes et de variantes », trente exemplaires de cette édition ont été tirés sur vélin et que l'un d'eux, relié par Simier, relieur du roi, a été placé, en 1818, dans le ventre du cheval de la statue équestre d'Henri IV, rétablie cette même année (le 25 août 1818) sur le terre-plein du Pont-Neuf à Paris
- Statue équestre de Louis XIII, place des Vosges à Paris : cette œuvre en marbre blanc, réalisée en 1821 par Jean-Pierre Cortot et Charles Dupaty, a été installée en 1825 en remplacement de celle de 1639 détruite à la Révolution
- Statue équestre de Louis XIV, place d'Armes à Versailles : œuvre en bronze de Louis Petitot (le roi) et Pierre Cartellier (le cheval), érigée en 1838 dans le cadre des travaux de réfection prescrits par Louis-Philippe Ier. Sur place, on peut d'ailleurs constater que les statues du cheval et du roi ont des proportions légèrement différentes. La statue avait quitté la cour d'Honneur du château de Versailles pour les ateliers de restauration, grâce à la Fédération française des Jeux qui a financé la restauration. La statue a été installée au bout de la place d'Armes (devant le château), en juin 2009
- Il existe par ailleurs à Versailles une autre statue équestre, commandée par Louis XIV en 1671 au célèbre sculpteur et architecte Gianlorenzo Bernini dit le Bernin (1598 -1680). Celui-ci la réalise en marbre et la livre en 1677 pour occuper le centre de la cour d'honneur de Versailles. Mais elle déplaît au roi qui préfère le style classique et la trouve trop baroque. Elle sera par la suite transformée en Marcus Curtius et placée près de la pièce d'eau des Suisses dans les jardins de Versailles. En 1988, une réplique en plomb sera exécutée par les fonderies Coubertin et est placée dans la cour Napoléon du Louvre. En 2005, cette statue équestre remarquable a été transférée par la société Bovis vers son nouveau lieu d'exposition, à l'orangerie du château
- Statue équestre de Louis XIV, place des Victoires à Paris : une première statue pédestre de Louis XIV, due à Martin Desjardins et érigée à cet emplacement sera enlevée et fondue pour produire des canons en 1792. Pour réparer cette perte, Louis XVIII commande une nouvelle statue de bronze au sculpteur François Joseph Bosio (1768 -1845). La statue est inaugurée le 25 août 1828. Bosio, qui s'est inspiré de la statue de Philippe III, représente le Roi Soleil en empereur romain sur un cheval cabré dans un pur style baroque. Sur le socle de la statue, des bas-reliefs en bronze illustrent le passage du Rhin par les troupes françaises et l'institution de l'ordre royal et militaire de Saint-Louis par Louis XIV en 1693. La statue est visible de nos jours au centre de la place. En 2005, elle a fait l'objet d'une restauration
- Statue équestre de Louis XIV, place Bellecour à Lyon : la statue qui trône au centre de la célèbre place est une œuvre en bronze du sculpteur lyonnais François-Frédéric Lemot qui la réalisa en 1825 pour remplacer celle détruite pendant la Révolution. Cette statue fut coulée à Paris et transportée à Lyon, en douze jours, sur un attelage trainé par vingt-quatre chevaux. Elle fut payée 373 750 francs. L'entrée de la statue dans la ville fut une occasion de fêtes qui attirèrent un grand concours de spectateurs. On discuta, on écrivit beaucoup au sujet des inscriptions à placer sur le piédestal. L'Académie de Lyon s'en mêla. L'inauguration eut lieu le 3 novembre 1826, veille de la fête de Charles X. Une tribune en forme de cirque, très élégamment décorée, avait été construite pour recevoir les autorités et les principaux habitants de Lyon. Des médailles commémoratives de la cérémonie furent distribuées en grand nombre. Une particularité de cette statue est le chevauchement à la romaine (sans étriers) du cavalier. En 1848, elle faillit connaître le même sort que la statue précédente mais les nouveaux révolutionnaires se contenteront finalement d'effacer la dédicace en latin. Une nouvelle fois, en 1871 il fut question de l'enlever de la place. Elle y resta, anonyme. Les Lyonnais la nomment aujourd'hui « le cheval de Louis XIV »
- Statue équestre de Louis XIV, place Royale du Peyrou à Montpellier : il s'agit d'une réplique en bronze, aux moindres dimensions, réalisée en 1828 par Jean-Baptiste Joseph Debay et Auguste-Jean-Marie Carbonneaux, de la première statue des sculpteurs Pierre Mazeline et Simon Hurtrelle (sur la base de dessins fournis par Jules Hardouin-Mansart) qui fut abattue le 1er octobre 1792 et envoyée en morceaux à Lyon pour y être transformée en canons
- Statue équestre de Louis XIV, place Louis XIV à Saint-Jean-de-Luz : œuvre en bronze du sculpteur Bouchardon, installée en 1932 dans la cour de la mairie en souvenir du séjour de cinq semaines du roi et de sa famille en 1660
- Statue équestre du duc Antoine de Lorraine, dans la porterie du palais des ducs de Lorraine à Nancy : œuvre en pierre, similaire à celle de Blois, située sous un impressionnant gâble flamboyant dû à l'architecte Jacques Vauthier (1511-1512)
- Monument à Albert Ier, Cours la Reine à Paris : œuvre en bronze du sculpteur français Armand Martial (1938)

#### Autres statues
- Statue équestre de Vercingétorix à Clermont-Ferrand est l'œuvre de Frédéric Auguste Bartholdi, inaugurée en 1903, place de Jaude
- Charlemagne et ses Leudes, Parvis de Notre-Dame à Paris. Œuvre des frères Charles et Louis Rochet, installée en 1882
- Étienne Marcel, bronze 1882, par Jean-Antoine-Marie Idrac, près de l'hôtel de ville de Paris
- Connétable Anne de Montmorency au château de Chantilly, statue de Paul Dubois (1886)
- Napoléon Ier, place du Général-de-Gaulle à Rouen, statue de Gabriel-Vital Dubray, érigée en 1865.
- Napoléon Ier, statue à Cherbourg par Armand Le Véel érigée en 1857
- Napoléon Ier, à La Roche-sur-Yon par Nieuwerkerke, érigée en 1854
- Napoléon Ier, à Montereau-Fault-Yonne, commémorant la bataille de Montereau (1814). La statue est l'œuvre du fils du général Pajol qui participa à la bataille, elle a été élevée en 1867
- Jeanne d'Arc, statue dorée, Paris, place des Pyramides, Emmanuel Frémiet érigée en 1874
- Jeanne d'Arc, place Saint-Augustin à Paris
- Jeanne d'Arc, place des Pyramides à Paris
- Jeanne d'Arc, près du Sacré-Cœur à Paris
- Jeanne d'Arc, place Jeanne-d'Arc à Nancy, statue de Frémiet identique à celle de Paris
- Jeanne d'Arc à Bordeaux
- Jeanne d'Arc, place Jeanne-d'Arc à Toulouse
- Jeanne d'Arc, place Puvis-de-Chavannes à Lyon
- La Pucelle d'Orléans, statue de Jeanne d'Arc à Orléans, place du Martroi, statue monumentale (4,4 m de hauteur), due au sculpteur Denis Foyatier et inaugurée en 1844
- Jeanne d'Arc à Vaucouleurs, place de l'Hôtel-de-Ville (transportée depuis Alger en 1964)
- Jeanne d'Arc à Caen, statue dorée, place de la Résistance. Elle a été fondue à Oran (Algérie) en 1931 et rapatriée après l'indépendance
- Bertrand Du Guesclin, statue érigée en 1902 à Dinan et due au sculpteur Emmanuel Frémiet.
- Bertrand Du Guesclin, place Saint-Martin à Caen, œuvre d'Arthur Le Duc (ISMH, 18/08/2006)
- Connétable Arthur de Richemont, statue en bronze devant la mairie, à Vannes
- Ferdinand Foch, statue à Tarbes, par Firmin Michelet, 1935
- Ferdinand Foch, statue à Cassel, lieu de son quartier général d'octobre 1914 à avril 1915
- Guillaume le Conquérant, statue en bronze par Louis Rochet, installée en 1871, place de la mairie à Falaise
- Simón Bolívar, statue à côté du pont Alexandre-III (Paris), rive droite, due au sculpteur Emmanuel Frémiet
- Statue équestre de Washington, place d'Iéna, Paris
- Louis Faidherbe (1896) par Antonin Mercié, place Richebé à Lille
- Général José de San Martin, bronze de Henri Allouard (1909), à Boulogne-sur-Mer
- Général Joffre, bronze (1931) d'Auguste Maillard, à Rivesaltes

#### Statues royales disparues
La Révolution française a ordonné la destruction de la quasi-totalité des grandes statues de bronze royales à travers la France afin de récupérer le précieux métal (fabrication de canons) et d'abattre tous les symboles de la royauté :
- La première statue de Louis XII, dans la porterie du château de Blois : œuvre en pierre située dans une large niche gothique au décor flamboyant, se détachant sur un semis de fleur de lys d'or. Installée en 1502, la première statue équestre, qui aurait pour auteur l'artiste italien Guido Mazzoni, que Charles VIII avait ramené d'Italie en 1495, fut victime, en 1792, des destructions méthodiques perpétrées dans le cadre du vandalisme révolutionnaire de l'époque
- La première statue d'Henri IV sur le pont Neuf à Paris : cette statue, commandée par Marie de Médicis en 1604, devait être exécutée à Florence par Jean de Boulogne, mais celui-ci décède et c'est son élève, Pietro Tacca qui la termine en 1612. Elle est envoyée en France par mer, mais le bateau fait naufrage au large de la Sardaigne. Il faut attendre encore un an pour repêcher la statue qui est enfin érigée le 23 août 1614. La statue est détruite et refondue à la Révolution. C'était la première statue équestre en bronze d'un monarque français
- La première statue de Louis XIII, place Royale à Paris : c'est Richelieu qui commanda en 1639 cette statue de bronze pour occuper le centre de la place Royale (rebaptisée en 1800 place des Vosges) afin d'y empêcher les duels fréquents qui s'y déroulaient. Lors de la Révolution, elle sera détruite pour récupérer le bronze afin de fondre des canons
- Monument à Louis XIV, place Louis Le Grand à Paris : érigée le 13 août 1699 sur la place qui porte aujourd'hui le nom de place Vendôme. C'était une statue monumentale, fondue par Baltazar Keller, de 7 mètres de hauteur et d'un poids de 40 tonnes[4], le chef-d'œuvre du sculpteur Girardon. Elle fut abattue et détruite le 10 août 1792. Une fonte en miniature est visible au musée du Louvre et un pied est conservé dans les collections du musée Carnavalet
- La première statue de Louis XIV, place Louis le Grand : bénéficiant d'un renouveau urbain à la fin du règne de Louis XIV, la place acquiert le rang de place Royale et est baptisée place Louis le Grand lors de l'inauguration d'une statue équestre de bronze de Martin Desjardins en 1713. Sur son socle figurent des bas-reliefs représentant le Rhône et la Saône. Ils furent sauvés de la destruction et conservés à l'hôtel de ville pendant de longues années avant d'être réinstallés de part et d'autre du piédestal de la nouvelle statue de 1825. Mais de l'ancienne statue, il ne reste rien et la place entière sera détruite à la Révolution pour punir Lyon de sa résistance anti-révolutionnaire
- La première statue de Louis XIV, place Royale à Montpellier : cette statue avait été dessinée par Jules Hardouin-Mansart et modelée par les sculpteurs Simon Hurtrelle et Pierre Mazeline. C'était une magnifique œuvre en bronze de 450 quintaux qui fut érigée au Peyrou le 27 février 1718 et placée sur un piédestal en marbre de carrare de 6 mètres de haut, sur lequel a été gravée une inscription en latin : « Les États du Languedoc ont voté ce monument à Louis le Grand de son vivant et l'ont érigé après sa mort en 1718 ». La statue fut abattue le 2 octobre 1792 et les débris envoyés à Lyon pour être échangés contre huit canons destinés à armer la milice provinciale
- La statue équestre de Louis XIV, place Royale à Dijon : œuvre en bronze réalisée par Étienne Le Hongre l'année de sa mort (1690), elle fut entreposée à Auxerre pendant 26 ans et ne fut inaugurée qu'en 1725. 67 ans plus tard, elle était déjà victime du vandalisme révolutionnaire : brisée 5 jours après la chute de Louis XVI, le bronze fut envoyé à la Monnaie de Dijon et aux fonderies de canons du Creusot et son piédestal détruit le 7 décembre 1792
- La statue équestre de Louis XV, place Royale à Bordeaux : chef d’œuvre en bronze du sculpteur Jean-Baptiste Lemoyne, elle fut placée en son centre et inaugurée solennellement le 19 août 1743. Elle représentait le Roi en costume antique, à cheval et dans l'attitude du commandement. Le piédestal en marbre blanc, de six mètres de hauteur, était orné de trophées militaires groupés sur les angles, faisant allusion aux quatre parties du monde : l'Europe, l'Asie, l'Afrique et l'Amérique. La statue fut abattue le 20 août 1792 et fondue sous la Révolution pour en faire des canons
- La statue de Jeanne d'Arc à l'ancien évêché d'Orléans : cette statue équestre d'Armand Le Véel, élève de Rude, est d'abord proposée au début des années 1880 pour la place des Pyramides à Paris mais c'est le projet d'Emmanuel Frémiet qui est retenu. Le Véel la présente ensuite pour être érigée au centre du nouveau quartier Jeanne d'Arc prévu au nord de Rouen mais l'aménagement est abandonné. La ville de Rouen l'acquiert en 1876 pour le boulevard Jeanne-d'Arc. La municipalité suivante annule l'acquisition en 1879 et renvoie la statue. Le Véel offre son œuvre à la fin du siècle à l'évêché d'Orléans qui l'érige dans la cour du palais épiscopal. La statue est inaugurée le 7 mai 1899 en présence de l'artiste. Elle a été détruite et fondue par les Occupants en 1941. Seuls l'arrière-train et le torse de Jeanne d'Arc ont été sauvés.

### Grèce
- Árta : statue équestre de Pyrrhus Ier
- Athènes :
  - Statue équestre de Constantin Ier
  - Statue équestre de Theódoros Kolokotrónis par Lázaros Sóchos
  - Statue équestre d'Aléxandros Papágos
  - Statue équestre de Geórgios Karaïskákis par Michaḯl Tómbros
  - Statue équestre d'Alexandre le Grand
- Chalcis : statue équestre de Mardochaíos Frizís
- Édessa : statue équestre d'Alexandre le Grand
- Giannitsá : statue équestre d'Alexandre le Grand
- Kardítsa : statue équestre de Nikólaos Plastíras
- Kavála : statue équestre de Méhémet Ali
- Kos : statue équestre de Theódoros Kolokotrónis
- Lamía : statue équestre d'Áris Velouchiótis
- Litóchoro : statue équestre d'Alexandre le Grand
- Nauplie : statue équestre de Theódoros Kolokotrónis par Lázaros Sóchos
- Paleó Fáliro : statue équestre de Constantin XI Paléologue
- Pella : statue équestre d'Alexandre le Grand
- Le Pirée : statue équestre de Geórgios Karaïskákis
- Meligalás : statue équestre de Theódoros Kolokotrónis
- Thessalonique :
  - Statue équestre d'Alexandre le Grand
  - Statue équestre de Constantin Ier
- Tripoli : statue équestre de Theódoros Kolokotrónis

### Irlande
- Boyle : chef gaëlique, site de la bataille du col de Curlew (Maurice Harron, 1999)

### Italie
- Florence : Cosme Ier, place de la Signoria (Giambologna)
- Milan : Francesco Sforza de Léonard de Vinci ; en 1482, Ludovic Sforza duc de Milan, proposa à Léonard de Vinci de construire la plus grande statue équestre du monde : un monument à la gloire de son père Francesco Ier Sforza. Après presque 16 années d'études, Léonard termina la construction du modèle, mais n'eut jamais l'occasion de la réaliser en bronze. En 1999, en s'inspirant de ce projet, deux reproductions du cheval uniquement furent créées. Un exemplaire du Cheval de Léonard se trouve à Milan et l'autre à Grand Rapids au Michigan
- Padoue : Gattamelata de Donatello ; Donatello (1386-1466) réalise cette statue en hommage à Erasmo da Narni — dit il Gattamelata (v. 1370-1443), célèbre condottiere au service de la papauté, puis de la république de Venise en 1453, dix ans après la mort du héros. Elle est très inspirée de celle de Marc Aurèle. Statue en bronze de 3,40 m sur 4,00 m, cette œuvre du maître florentin est la première statue équestre depuis l'Antiquité. Le condottiere Gattamelata est vêtu à l'antique et monte un lourd cheval. Cependant les parfaites proportions de l'ensemble constitueront pour longtemps un modèle pour les statues équestres à venir. La statue est érigée sur la Piazza del Santo à Padoue
- Rome : statue équestre de Constantin Ier, place du Forum : la statue équestre de Constantin Ier est sans doute la statue équestre la plus célèbre, et aussi la plus ancienne, une des nombreuses de la Rome antique qui ne soit parvenue jusqu'à nous. Reposant sur trois pieds, le cheval et son cavalier de bronze, démontrent la maîtrise des fondeurs antiques. La statue était à l'origine entièrement dorée. Elle a été entièrement détruite et a été refaite en image de synthèse. Elle a été bâtie sur l'ordre de Constantin Ier qui voulait immortaliser sa décision de faire de Byzance la capitale de l'Empire. Elle a été réalisée en 330 par un artiste anonyme, mais soupçonné d'être un des fils illégitime de l'Empereur
- Turin : Emmanuel Philibert de Savoie ; cette statue en bronze du duc de Savoie Emmanuel Philibert Ier (1528-1580), sculptée par le baron turinois Carlo Marochetti entre 1833 et 1837, dite le « Caval d'brons », qui se trouve sur la Piazza San Carlo à Turin, a été inaugurée le 4 novembre 1838. Elle s'intègre parfaitement dans le décor d'architecture baroque de la place
- Venise : Bartolomeo Colleoni ; œuvre du sculpteur florentin Andrea Verrocchio (1435-1488), le Colleone est une commande de la république de Venise. Le Condottiere (chef des compagnies de mercenaires) laissa à sa mort toute sa fortune à Venise, à condition qu'une statue à sa gloire soit érigée sur la place Saint-Marc. Finalement la statue fut déposée devant la scuola Saint-Marc. Elle a été réalisée entre 1480 et 1496, c'est la dernière œuvre de Verrocchio. L'expression volontaire et farouche du Condottiere et le mouvement fougueux du cheval rendent l'ensemble majestueux. Cette statue est considérée comme l'un des plus grands chefs-d'œuvre de la statuaire mondiale
- Clélie : Héroïne romaine du début de la République eut droit, selon Tite-Live, à une statue équestre sur la Voie sacrée

### Kosovo
- Pristina : statue équestre de Gjergj Kastriot Skanderbeg

### Lettonie
- Riga : monument équestre de Pierre Ier, Brīvības gatves (Schmidt-Kossel, 1910)

### Lituanie
- Birštonas : monument à Vytautas le Grand
- Vilnius :
  - Monument équestre de Gediminas (Vytautas Kašuba, 1996)
  - Statue équestre de Georges de Lydda et le dragon (Kęstute Balčiūnas, 2005)
  - Statue équestre Gražina (Dalia Matulaitė)

### Luxembourg
- Luxembourg : statue équestre de Guillaume II (Antonin Mercié)

### Macédoine
- Bitola : statue équestre de Philippe II
- Skopje :
  - Statue équestre d'Alexandre le Grand
  - Statue équestre de Gotsé Deltchev
  - Statue équestre de Damé Grouev
  - Statue équestre de Gjergj Kastriot Skanderbeg

### Moldavie
- Chișinău : monument équestre de Grigori Kotovski (Lazar Dubinovsky, 1954)
- Tiraspol : monument équestre de Alexandre Souvorov (Valentin et Victor Artamonovs, 1979)

### Norvège
- Oslo : monument équestre de Charles XIV, palais royal (Brynjulf Larsen Bergslien)

### Pays-Bas
- Amsterdam : Statue équestre de Wilhelmine, Rokin (Theresia van der Pant, 1975)
- Bréda : statue équestre de Guillaume III
- La Haye :
  - Statue équestre de Guillaume Ier, devant le palais Noordeinde
  - Statue équestre de Guillaume II (Antonin Mercié, réplique de la statue de Luxembourg)
- Katwijk aan den Rijn : De schutter (G.Brouwer, 1986)
- Nimègue : statue équestre, près de la gare
- Rotterdam : statue équestre de Guillaume II de Hainaut (Willem Verbon, 1950[5])
- Utrecht :
  - Statue équestre de Willibrord d'Utrecht, Janskerkhof (Albert Termote, 1941)
  - Statue équestre de Martin de Tours (Albert Termote, 1948)

### Portugal
- Batalha : statue équestre de Nuno Álvares Pereira, près de Mosteiro Santa Maria da Vitória
- Cantanhede : statue équestre de General António Luís de Meneses
- Lisbonne :
  - Statue équestre de Jean Ier, praça da Figueira (Leopoldo de Almeida, 1971)
  - Statue équestre de Joseph Ier, praça do Comércio (Joaquim Machado de Castro, 1775)
- Porto :
  - Statue équestre de Pierre Ier, Liberdade Square
  - Statue équestre de Jean VI
  - Statue équestre de Vímara Peres, devant la cathédrale de Porto (Barata Feyo, 1968)
- Vila Viçosa : statue équestre de Jean IV, devant le Paço Ducal de Vila Viçosa

### République tchèque
- Poděbrady : monument équestre de Georges de Bohême (Bohuslav Schnirch, 1896)
- Prague :
  - Monument équestre de Venceslas Ier, place Venceslas (Josef Václav Myslbek, 1912)
  - Monument à Venceslas Ier, Vyšehrad (Jan Bendl, 1676-1678)
  - Monument équestre de Jan Žižka, Žižkov (Bohumil Kafka)
  - Monument équestre de François Ier d'Autriche, rive de la Vltava (Josef Max, 1850)
  - Statue équestre de Jaroslav Hašek, Žižkov (Karel Nepraš et Karolína Neprašová, 2005)
  - Statue équestre de Georges de Lydda, château de Prague

### Roumanie
- Bucarest :
  - Statue équestre de Michel Ier, place de l'université (1874)
  - Statue équestre de Carol Ier (Ivan Meštrović, détruite en 1948)
  - Statue équestre de Ferdinand Ier (Ivan Meštrović, détruite en 1948)
- Cluj-Napoca : statue équestre de Georges de Lydda
- Focșani : statue équestre d'Alexandre Souvorov à la Bataille de Râmnic (première sculpture par Boris Edwards en 1913, perdue pendant la Première Guerre mondiale ; deuxième sculpture par Marius Butunoiu en 1959)
- Iași :
  - Statue équestre d'Étienne III (Emmanuel Frémiet, 1883)
  - Statue d'un cavalier chargeant (Ioan C. Dimitriu-Bârlad, 1927)
  - Statue équestre de Michel Ier (2002)
- Târgu Mureș : statue équestre d'Avram Iancu (Florin Codre, 1978)

### Royaume-Uni
- Londres :
  - Statue équestre de Charles Ier à Charing Cross, près de Trafalgar Square, et la plus vieille statue équestre survivant en Angleterre. Sculptée par Hubert Le Sueur probablement en 1633, cette statue du roi d'Angleterre Charles Ier était proposée par Oliver Cromwell d'être détruite, mais elle était cachée durant le Commonwealth d'Angleterre avant d'être mis sur sa location actuelle en 1675, après la restauration de la monarchie. Toutes les distances au Royaume-Uni sont mesurées de cette statue.
  - Statue équestre du maréchal français Ferdinand Foch près de la gare Victoria, un copié de la statue en Cassel. Il y a une inscription en anglais qui signifie : « Je suis consciente d'ayant servi l'Angleterre que j'aie servi mon propre pays. » (Georges Mallisard, 1930).
  - Statue équestre de Douglas Haig dans Whitehall (Alfred Frank Hardiman, 1937).
  - Statue équestre d'Édouard VII dans Waterloo Place, près de St James's Park (Bertram Mackennell, 1924).
  - Gengis Khan ; la statue équestre de bronze représentant Gengis Khan, se dresse près de Marble Arch et de Hyde Park, dans la Cité de Westminster. Dévoilée en avril 2012, l'œuvre a été réalisée par l'artiste Dashi Namdakov, qui souhaitait honorer le conquérant mongol à l'occasion du 850e anniversaire de sa naissance[6]
  - Statue équestre de George III dans Pall Mall (Matthew Coates Wyatt, 1835).
  - Statue équestre de George IV à Trafalgar Square (Francis Chantrey, c. 1840).
  - Statue équestre de Guillaume III dans St James's Square, St. James's (John Bacon, 1830).
  - Richard Ier ; par Carlo Marochetti devant le palais de Westminster. Cette statue équestre du roi d'Angleterre Richard « Cœur de Lion » (1157-1199) brandissant son épée, sculptée par Carlo Marochetti en 1860, est érigée devant le palais de Westminster à Londres. La décision de placer cette œuvre du baron Marochetti en ce lieu prestigieux fut prise par le prince Albert de Saxe-Cobourg-Gotha, mari de la reine Victoria, afin de perpétuer le mythe, présent dans les esprits de beaucoup d'Anglais, que Richard Cœur de Lion fut l'un des plus grands d'entre eux.
  - Statue équestre de Frederick Roberts dans Horse Guards Parade (Harry Bates, 1924).
  - Statue équestre d'Albert de Saxe-Cobourg-Gotha à l'est de High Holborn (Charles Bacon, 1874). Le prince Albert a sa casquette militaire dans sa main.
  - Statue équestre du duc de Wellington à Hyde Park Corner (Joseph Boehm, dévoilée en 1888).
  - Statue équestre du duc de Wellington hors le Royal Exchange dans la Cité de Londres (Francis Chantrey et Henry Weekes, dévoilée en 1844).
  - Statue équestre de Garnet Joseph Wolseley dans Horse Guards Parade (Goscombe John, 1920).
- Windsor : statue équestre du roi George III dans Windsor Great Park, marquant la fin de la Long Walk, et connue comme « The Copper Horse » (anglais : Le cheval de cuivre).

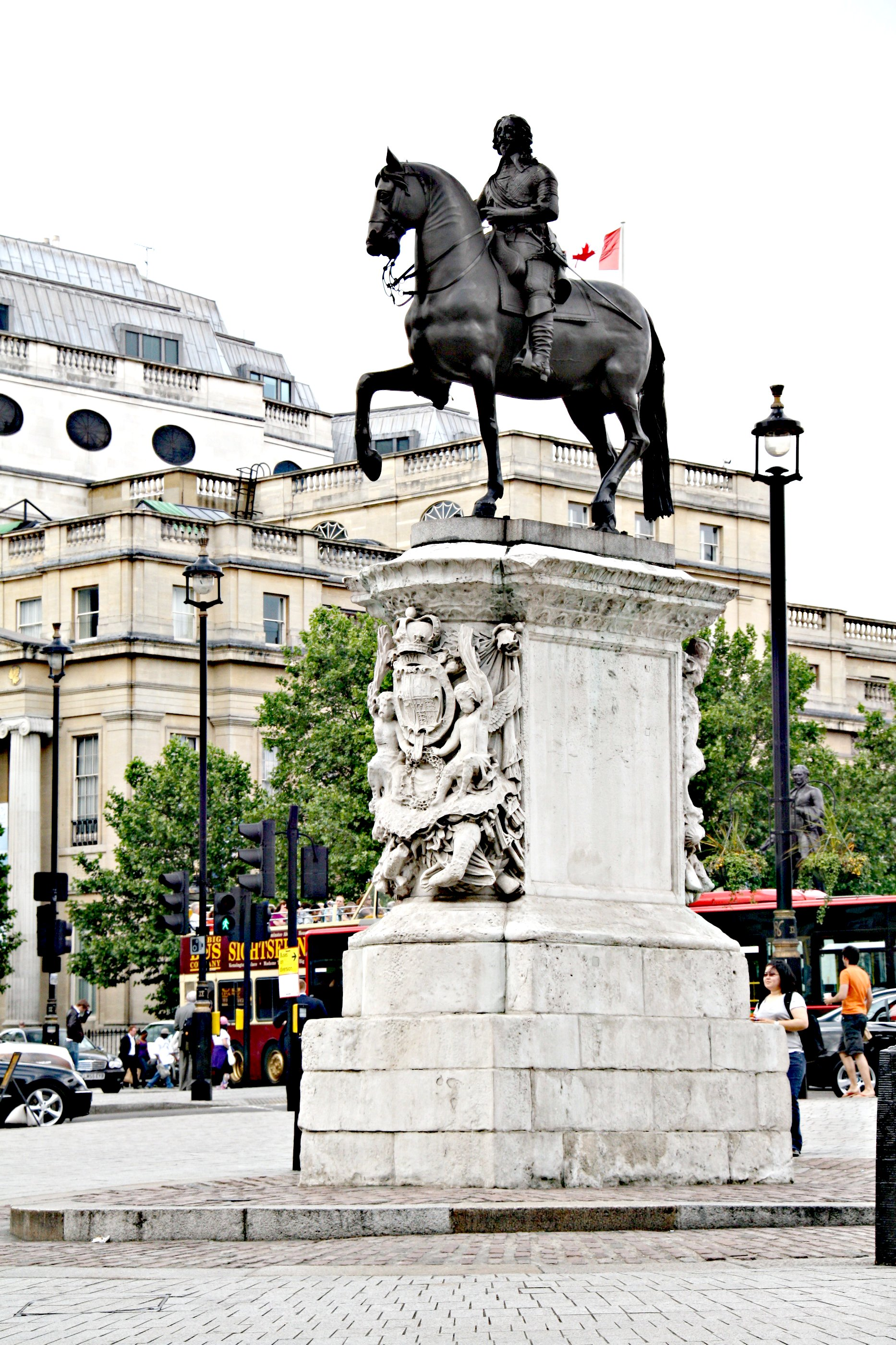
Statue équestre de Charles Ier à Trafalgar Square en Londres.

### Russie
- Saint-Pétersbourg : statue équestre de Pierre Ier ; due au sculpteur français Falconet, cette statue, connue sous le nom de « Le Cavalier de bronze », fut érigée sur un socle monolithique de 1 250 tonnes (voir article mégalithe). Elle fut inaugurée par Catherine II en 1782
- Moscou : statue équestre de Gueorgui Joukov

### Serbie
- Belgrade : statue équestre de Michel III Obrenović, place de la République (Enrico Pazzi, 1882)
- Niš :
  - Monument aux Libérateurs (Antun Augustinčić, 1937)
  - Statue équestre d'Alexandre Ier (Radeta Stanković, 1939-1946)
- Zrenjanin : statue équestre de Pierre Ier (Rudolf Valdec, 1926-1941, restaurée en 2004)

### Slovaquie
- Bratislava :
  - Statue équestre du roi Svatopluk Ier de Grande-Moravie au château de Bratislava
  - Statue équestre de la reine Marie-Thérèse d'Autriche dans les jardins du palais Grassalkovitch
- Komárno : statue équestre du roi Étienne Ier de Hongrie
- Štúrovo : statue équestre du roi Jean III Sobieski de Pologne
- Žilina : statue équestre de Jozef Miloslav Hurban à Žilina

### Slovénie
- Ljubljana : statue équestre de Rudolf Maister, devant la gare (Jakov Brdar)

### Suède
- Stockholm :
  - Georges de Lydda et le Dragon, Gamla stan (Bernt Notke)
  - Georges de Lydda et le Dragon, dans la Storkyrkan
  - Statue équestre de Charles X Gustave, devant le musée nordique
  - Statue équestre de Charles XIV, Gamla stan (Bengt Erland Fogelberg)
  - Statue équestre de Charles XV, Djurgården
  - Statue équestre de Gustave II
- Göteborg : statue équestre de Charles IX, Kungsportsplaten
- Linköping : statue équestre de Folke Filbyter (Carl Milles)
- Malmö : statue équestre de Charles X Gustave, Stortorget
- Vänersborg : statue équestre de Martin de Tours (Carl Milles, 1951)

### Suisse
- Bâle :
  - Martin de Tours (316–397), cathédrale de Bâle
  - Martin de Tours, Museum Kleines Klingental
  - Georges de Lydda, cathédrale
  - Saint Georges, in Museum Kleines Klingental
- Berne :
  - Rudolf von Erlach, Grabenpromenade (Joseph Simon Volmar et Urs Bargetzi, 1849)
  - Henri Guisan (Laurent Boillat, 1949)
- Elm : monument à Alexandre Souvorov
- Fribourg : Berthold IV de Zähringen au Cycle d'Orientation du Belluard (Antoine Claraz, 1965)
- Genève :
  - Monument à Guillaume-Henri Dufour, place Neuve (Karl Alfred Lanz, 1884)
  - Charles II de Brunswick, partie du monument Brunswick (Auguste Cain, 1879)
  - Colombe de la Paix et Aigle de Genève, quai Turrettini (Frédéric Schmied, 1939)
- Lausanne : statue équestre d'Henri Guisan, au bord du lac Léman à Ouchy (Otto Bänninger, 1967)
- Ligornetto : Charles II de Brunswick (Vincenzo Vela, 1874-1876)
- Muralto : Victor Maurus (Martino Benzonis, 1460-1462)
- Saint-Gall : Martin de Tours (Josef Büsser, 1936)
- Col du Saint-Gothard : monument à Alexandre Souvorov (Dmitry Tougarinov, 1999)
- Zurich : statue de Hans Waldmann (Hermann Haller, 1937)

### Ukraine
- Izmaïl : monument équestre à Alexandre Souvorov
- Kamianka-Bouzka : monument à la première armée de cavalerie
- Kiev :
  - Statue équestre de Bohdan Khmelnytsky
  - Statue équestre de Petro Sahaïdatchnyi
  - Monument à Nikolay Shchors
  - Monument à Cossack Mamay, Maïdan Nézalejnosti
  - Monument aux Cosaques
  - Monument à Sviatoslav Ier
- Louhansk : monument à Kliment Vorochilov
- Lviv : statue équestre de Daniel de Galicie

## Océanie

### Australie
- Adélaïde : mémorial de la seconde guerre des Boers
- Blackheath : statue équestre du bushranger mythique Govett, qui fit sauter son cheval par-dessus une falaise plutôt que d'être capturé
- Brisbane :
  - Mémorial de la seconde guerre des Boers
  - Statue équestre de George V
- Canberra : mémorial de la cavalerie légère
- Corryong : statue de The Man From Snowy River
- Goondiwindi : statue équestre de Gunsynd
- Gunnedah : statue équestre de Dorothea Mackellar
- Melbourne :
  - Mémorial à Édouard VII
  - Mémorial à John Hope
  - Mémorial à John Monash
- Nagambie : statue équestre de Black Caviar[7]
- Sydney : statue équestre d'Édouard VII
- Tamworth : statue équestre de Waler
- Uralla : statue équestre de Frederick Ward